# 東馬込
東馬込（ひがしまごめ）は、東京都大田区の町名。現行行政地名は東馬込一丁目及び東馬込二丁目。住居表示実施済区域。

## 地理
東京都大田区北部に位置する。北から東は品川区西大井に接する。南東は山王に接する。南は環七通りに接し、これを境に南馬込になる。西は第二京浜に接し、これを境に北馬込に接する。町域内を横須賀線（品鶴線）の線路が通っているが、横須賀線の駅はない。町域内は主に住宅地として利用される。

### 地価
住宅地の地価は、2025年（令和7年）1月1日の公示地価によれば、東馬込1-11-15の地点で56万3000円/m2となっている。

## 世帯数と人口
2024年（令和6年）4月1日現在（東京都発表）の世帯数と人口は以下の通りである。
| 丁目         | 世帯数    | 人口    |
| ------------ | --------- | ------- |
| 東馬込一丁目 | 2,907世帯 | 4,872人 |
| 東馬込二丁目 | 844世帯   | 1,665人 |
| 計           | 3,751世帯 | 6,537人 |

### 人口の変遷
国勢調査による人口の推移。
| 年                 | 人口  |
| ------------------ | ----- |
| 1995年（平成7年）  | 5,955 |
| 2000年（平成12年） | 5,955 |
| 2005年（平成17年） | 5,777 |
| 2010年（平成22年） | 6,172 |
| 2015年（平成27年） | 6,242 |
| 2020年（令和2年）  | 6,553 |

### 世帯数の変遷
国勢調査による世帯数の推移。
| 年                 | 世帯数 |
| ------------------ | ------ |
| 1995年（平成7年）  | 2,621  |
| 2000年（平成12年） | 2,742  |
| 2005年（平成17年） | 2,773  |
| 2010年（平成22年） | 3,124  |
| 2015年（平成27年） | 3,263  |
| 2020年（令和2年）  | 3,602  |

## 学区
区立小・中学校に通う場合、学区は以下の通りとなる（2023年3月時点）。
| 丁目         | 番地                   | 小学校                 | 中学校               |
| ------------ | ---------------------- | ---------------------- | -------------------- |
| 東馬込一丁目 | 1〜18番 20〜24番 30番  | 大田区立馬込第三小学校 | 大田区立馬込中学校   |
| 東馬込一丁目 | 19番 25〜29番 31〜50番 | 大田区立馬込小学校     | 大田区立馬込中学校   |
| 東馬込二丁目 | 1〜10番 12〜19番       | 大田区立馬込小学校     | 大田区立馬込東中学校 |
| 東馬込二丁目 | 11番                   | 大田区立馬込第二小学校 | 大田区立馬込東中学校 |

## 事業所
2021年（令和3年）現在の経済センサス調査による事業所数と従業員数は以下の通りである。
| 丁目         | 事業所数  | 従業員数 |
| ------------ | --------- | -------- |
| 東馬込一丁目 | 121事業所 | 689人    |
| 東馬込二丁目 | 44事業所  | 581人    |
| 計           | 165事業所 | 1,270人  |

### 事業者数の変遷
経済センサスによる事業所数の推移。
| 年                 | 事業者数 |
| ------------------ | -------- |
| 2016年（平成28年） | 188      |
| 2021年（令和3年）  | 165      |

### 従業員数の変遷
経済センサスによる従業員数の推移。
| 年                 | 従業員数 |
| ------------------ | -------- |
| 2016年（平成28年） | 1,125    |
| 2021年（令和3年）  | 1,270    |

## 施設
- 朋優学院馬込校舎（本部は品川区西大井）。

## 交通
町域西端の第二京浜下に都営浅草線馬込駅がある（北馬込に所在）。ほかに、付近を通るバス路線もある。

## その他

### 日本郵便
- 郵便番号 : 143-0022[2]（集配局 : 大森郵便局[15]）。